# Trần Lê Văn
Trần Lê Văn (tên khai sinh Trần Văn Lễ, bút danh Tú Trần; 1923 - 2005) là nhà thơ Việt Nam, được tặng Giải thưởng Nhà nước về Văn học Nghệ thuật vào năm 2017.

## Tiểu sử
Trần Lê Văn (tên khai sinh Trần Văn Lễ, bút danh Tú Trần) sinh ngày 21 tháng 10 năm 1923 tại Phố Vỵ Xuyên, thành phố Nam Định, tỉnh Nam Định. Ông là người cùng họ và cùng làng với thi hào Tú Xương (Trần Tế Xương).
Trần Lê Văn tốt nghiệp khoa Sư phạm Trường Bưởi năm 1940. Sau Cách mạng Tháng Tám 1945, ông làm Ủy viên giáo dục tỉnh Sơn La. Trong kháng chiến chống Pháp ông tham gia từ những ngày đầu kháng chiến, hoạt động văn nghệ, báo chí ở Liên Khu III. Ông có nhiều năm công tác tại Sở văn hoá Hà Sơn Bình cho tới khi nghỉ hưu. Ông cũng từng là cán bộ biên tập ở Nhà xuất bản Hội Nhà văn và Tuần báo Văn nghệ.
Ông là hội viên sáng lập Hội Nhà văn Việt Nam từ năm 1957.
Ông qua đời ngày 21 tháng 4 năm 2005 tại Hà Nội.

## Sự nghiệp
Trần Lê Văn có thơ in chung với Quang Dũng từ năm 1957 (tập ''Rừng biển quê hương'') nhưng phải hơn 20 năm sau (1979), ông mới có tập thơ in riêng "Giàn mướp hương". Năm 1987, in tập thơ thứ ba, có bài thơ "Tiếng vọng" (đồng thời là tên tập sách) mà nhiều bạn văn tâm đắc. Đây cũng là tập thơ sau cùng của ông. Giữa những quãng cách ấy là những tập bút kí, khảo cứu giàu chất thơ về thiên nhiên, đất nước: "Thung mơ Hương Tích" (1974, tái bản nhiều lần), "Sông núi Điện Biên" (1979, tái bản), "Gương mặt Hồ Tây" ( 1984)...
Trần Lê Văn vừa có thể giao tiếp bằng tiếng Pháp, đọc và dịch văn Pháp, vừa đủ sức biên tập, hiệu đính các sách chữ Hán và chữ Nôm. Ngoài ra, ông còn tham gia dịch thơ chữ Hán, đi nói chuyện thơ ở nhiều địa phương.
Năm 1948, bài thơ "Qua sườn Tam Đảo" của ông đã được giải nhì của Hội Văn nghệ Liên khu III. Năm 1951, bài thơ "Rang thóc" của ông được giải nhì của Hội Văn nghệ Việt Nam.
Năm 2017, ông được truy tặng Giải thưởng Nhà nước về Văn học Nghệ thuật.

## Tác phẩm chính

### Thơ
- Rừng biển quê hương (in chung, 1957)
- Giàn mướp hương (1979)
- Tiếng vọng (1987)

### Bút ký
- Thung mơ Hương Tích (bút ký, 1974)
- Sông núi Điện Biên (bút ký, 1979)
- Hoa Hà Nội (bút ký, 1980)
- Gương mặt Hồ Tây (bút ký, 1984)
- Tuyển tập Trần Lê Văn (1997)
- Tú Xương "Khi cười, Khi khóc, Khi than thở" (2000)
- Dạo vườn văn (tiểu luận, tùy bút, chân dung văn học, 2004)
- Trần Lê Văn, những chặng đời, những chặng thơ (hồi ký, thơ, tiểu luận, 2008).

Ngoài ra ông còn tham gia dịch thơ tiếng Pháp, Hán Nôm và giới thiệu các nhà thơ Hán Nôm trung đại.

## Vinh danh
- Giải thưởng Nhà nước về Văn học Nghệ thuật năm 2017.

### Giải thưởng văn học
- Giải nhì Hội Văn nghệ Liên khu III (1948) với bài thơ Qua sườn Tam Đảo.
- Giải nhì Hội Văn nghệ Việt Nam (1953) với bài thơ Rang thóc.